# 34e cérémonie des European Film Awards
La 34e cérémonie des prix du cinéma européen (34nd European Film Awards), organisée par l'Académie européenne du cinéma, s'est déroulée en Allemagne dans la ville de Berlin le 11 décembre 2021 et a récompensé les films européens sortis dans l'année. En raison de la pandémie de COVID-19 en cours, les prix ont eu lieu sans public en personne, prenant la forme d'un événement hybride, y compris préproduit et en direct en ligne.

## Palmarès
Toutes les informations viennent de la page officielle des résultats,,.

### Meilleur film
- La Voix d'Aïda (Quo vadis, Aida ?) de Jasmila Žbanić  Bosnie-Herzégovine
  - Compartiment no 6 (Hytti Nro 6) de Juho Kuosmanen  Finlande
  - The Father de Florian Zeller  Royaume-Uni
  - La main de Dieu (È stata la mano di Dio) de Paolo Sorrentino  Italie
  - Titane de Julia Ducournau  France

### Meilleure comédie
- Ninjababy de Yngvild Sve Flikke  Norvège
  - Belle fille de Méliane Marcaggi  France
  - Sentimental de Cesc Gay  Espagne

### Meilleure réalisation
- Jasmila Žbanić pour La Voix d'Aïda (Quo vadis, Aida ?)  Bosnie-Herzégovine
  - Radu Jude pour Bad Luck Banging or Loony Porn (Babardeală cu bucluc sau porno balamuc)  Roumanie
  - Florian Zeller pour The Father  Royaume-Uni
  - Paolo Sorrentino pour La main de Dieu (È stata la mano di Dio)  Italie
  - Julia Ducournau pour Titane  France

### Meilleure actrice
- Jasna Đuričić dans La Voix d'Aïda (Quo vadis, Aida ?)  Bosnie-Herzégovine
  - Seidi Haarla dans Compartiment no 6 (Hytti Nro 6)  Finlande
  - Carey Mulligan dans Promising Young Woman  Royaume-Uni
  - Renate Reinsve dans Julie (en 12 chapitres) (Verdens Verste Menneske)  Norvège
  - Agathe Rousselle dans Titane  France

### Meilleur acteur
- Anthony Hopkins dans The Father  Royaume-Uni
  - Iouri Borissov dans Compartiment no 6 (Hytti Nro 6)  Finlande
  - Franz Rogowski dans Great Freedom  Autriche
  - Tahar Rahim dans Désigné coupable (The Mauritanian)  Royaume-Uni
  - Vincent Lindon dans Titane  France

### Meilleur scénariste
- Florian Zeller et Christopher Hampton pour The Father  Royaume-Uni
  - Radu Jude pour Bad Luck Banging or Loony Porn (Babardeală cu bucluc sau porno balamuc)  Roumanie
  - Jasmila Žbanić pour La Voix d'Aïda (Quo vadis, Aida ?)  Bosnie-Herzégovine
  - Paolo Sorrentino pour La main de Dieu (È stata la mano di Dio)  Italie
  - Joachim Trier et Eskil Vogt pour Julie (en 12 chapitres) (Verdens Verste Menneske)  Norvège

### Meilleur directeur de la photographie
- Crystel Fournier pour Great Freedom

### Meilleur monteur
- Mukharam Kabulova pour Les Poings desserrés

### Meilleur chef décorateur
- Márton Ágh pour Natural Light

### Meilleur compositeur
- Nils Petter Molvær et Peter Brötzmann pour Great Freedom

### Meilleur créateur de costumes
- Michael O'Connor pour Ammonite

### Meilleur ingénieur du son
- Gisle Tveito et Gustaf Berger pour The Innocents

### Meilleurs maquillage et coiffure
- Flore Masson, Olivier Afonso et Antoine Mancini pour Titane

### Meilleurs effets spéciaux
- Peter Hjorth et Fredrik Nord pour Lamb

### Meilleur film d'animation
- Flee (Flugt) de Jonas Poher Rasmussen  Danemark
  - Même les souris vont au paradis (I mysi patrí do nebe) de Denisa Grimmová et Jan Bubeníček  Tchéquie
  - Ma mère est un gorille (et alors ?) (Apstjarnan) de Linda Hambäck  Suède
  - Où est Anne Frank ! (Where Is Anne Frank) de Ari Folman  Belgique
  - Le Peuple Loup (Wolfwalkers) de Tomm Moore et Ross Stewart  Irlande

### Meilleur film documentaire
- Flee (Flugt) de Jonas Poher Rasmussen  Danemark
  - Babi Yar. Context de Sergei Loznitsa  Roumanie
  - Mr Bachmann and His Class de Maria Speth  Allemagne
  - Taming the Garden de Salomé Jashi  Suisse
  - L'ange blond de Visconti : Björn Andrésen, de l'éphèbe à l'acteur (The Most Beautiful Boy in the World) de Kristian Petri et Kristina Lindström  Suède

### Meilleur court métrage
- My Uncle Tudor de Olga Lucovnicova  Belgique
  - Bella de Thelyia Petraki  Grèce
  - Displaced (Pa Vend) de Samir Karahoda  Kosovo
  - Easter Eggs de Nicolas Keppens  Belgique
  - In Flow of Words de Eliane Esther Bots  Pays-Bas

### Discovery of the Year - Prix FIPRESCI
- Promising Young Woman de Emerald Fennell  Royaume-Uni
  - Au commencement (Beginning) de Dea Kulumbegashvili  Géorgie
  - Lamb de Valdimar Jóhannsson  Islande
  - Un monde de Laura Wandel  Belgique
  - Pleasure de Ninja Thyberg  Suède
  - The Whaler Boy (Китобой, Kitoboï) de Philip Youriev  Russie